# Elecciones presidenciales de Estados Unidos de 1988 en Nueva York
La elección presidencial de los Estados Unidos de 1988 en Nueva York tuvo lugar el 8 de noviembre de 1988 como parte de las elecciones presidenciales de Estados Unidos de 1988. Los votantes eligieron treinta y seis representantes o electores para el colegio electoral, quienes votaron por presidente y vicepresidente.
Nueva York fue ganado por el candidato del Partido Demócrata, el gobernador Michael Dukakis de Massachusetts, con el 51.62% del voto popular sobre el candidato del Partido Republicano, el vicepresidente George H. W. Bush de Texas, quien obtuvo el 47.52% de los votos superando a su rival por un 4.10%.
- Datos: Q7892958
- Multimedia: United States presidential election in New York, 1988 / Q7892958